# Strategija u ekonomiji
Strategija je način kako se trebaju koristiti pojedini resursi da bi se iskoristile prednosti okolnosti za stvaranje željenih učinaka.

Jednostavno rečeno, strategija je način ostvarenja ciljeva.

## Vrste strategija
1. korporacijska strategija
- strategija na vrhu poduzeća, na razini cjelokupnog poduzeća
- mora biti u skladu s prioritetima poduzeća
- dijeli se na tri (3) područja :

1. strategija rasta (razvoja)
2. strategija stabilizacije (normalizacije)
3. strategija redukcije (dezinvestiranja)

2. poslovna strategija
- obuhvaća ciljeve s obzirom na proizvode i tržišta za određenu stratešku poslovnu jedinicu (SPJ)
- usmjerena na razinu poslovnih jedinica

3. funkcijska strategija
- usmjerena je na funkcijska područja poput :

1. istraživanje i razvoj (R&D (engl.))
2. marketing
3. financije
4. proizvodnja
5. ljudski potencijali (Human Resource Management (engl.))

## Kakva bi trebala biti strategija
Da bi strategija bila učinkovita ona mora biti :
- realna

temeljiti se na prilikama u okolini i na prednostima poduzeća koje ono ima u usporedbi s konkurencijom
- uspješna

poduzeća mora koncentrirati svoje ograničene resurse i sposobnosti tamo gdje je vjerojatnost uspjeha najveća
- optimalna

zasniva se na mogućnostima poduzeća i realnim ciljevima

## Najčešće korištene strategije (za poduzeća)
U svom poslovanju svako poduzeće je primorano odabrati vlastitu strategiju koja će odgovarati ciljevima, ali i sposobnostima poduzeća.
Najčešće korištene strategije su :

1. ofanzivna strategija
- cilj ove strategije je da poduzeće postigne vodstvo u grani, pa ono mora na tržištu ponuditi nešto novo. Ovakva strategija može donositi visoki profit, ali je i visokorizična.

2. defanzivna strategija
- cilj je da se poduzeće obrani od konkurencije i da zadrži postojeći tržišni udio. Ova strategija ne donosi visoki profit.

3. strategija imitacije
- poduzeće želi zadržati poziciju iza lidera u grani, tj. ono ga kopira.

4. podređena (ovisna) strategija
- jedno poduzeće ovisi o drugom.

5. tradicionalistička strategija
- poduzeće ne želi mijenjati obilježje svojeg proizvoda, već ga zadržava u starom, prepoznatljivom obliku - konzervativna strategija.

6. oportunistička strategija
- poduzeće traži slobodni prostor na tržištu gdje se želi ubaciti i iskoristiti prilike koje to tržište pruža.

## Metode odabira strategije
Preduvjet za ispravni odabir strategije je analiza situacije. Pod tim se podrazumijeva da poduzeće treba sagledati vanjske i unutarnje čimbenike kako bi spoznalo najbolji način da se ostvari željeni cilj. U tu svrhu manageri se mogu koristiti sljedećim sredstvima :
- BCG matrica - matrica portfelja
- SWOT analiza
- Porterov model